# Massimo Cacciapuoti
Massimo Cacciapuoti (Giugliano in Campania, 1970) è uno scrittore e sceneggiatore italiano.

## Biografia
Massimo Cacciapuoti è nato nel 1970 a Giugliano in Campania, in provincia di Napoli, dove vive e lavora.
Ha esordito nel 1998 con il romanzo Pater familias trasposto in pellicola da Francesco Patierno nel 2003, anche lui alla prima regia.
In seguito ha pubblicato altri romanzi aventi per protagonisti adolescenti o giovani uomini e donne spesso alle prese con la malavita, il degrado sociale e le turbolenze dell'adolescenza. Con L'abito da sposa è stato nella dozzina dei candidati al Premio Strega 2006.
Ha curato l'esordio di molti giovani autori scrivendo la prefazione nei racconti della collana Subway-Letteratura della quale fa parte come giurato.

## Opere

### Romanzi
- Pater familias, Roma, Castelvecchi, 1998 ISBN 978-8882100469 - Nuova ed.: Villaricca, CentoAutori, 2015 ISBN 978-88-6872-040-7
- L'ubbidienza, Milano, Rizzoli, 2004 ISBN 88-17-00087-6 - Nuova ed.: Villaricca, CentoAutori, 2016 ISBN 978-88-6872-058-2
- L'abito da sposa, Milano, Garzanti, 2006 ISBN 88-11-66585-X
- Esco presto la mattina, Milano, Garzanti, 2009 ISBN 978-88-11-68644-6
- Non molto lontano da qui, Milano, Garzanti, 2011 ISBN 978-88-11-68390-2
- Va tutto bene, Siena, Barbera, 2012 ISBN 978-88-7899-510-9
- Noi due oltre le nuvole, Milano, Garzanti, 2014 ISBN 978-88-11-68463-3
- La notte dei ragazzi cattivi, Roma, Minimum fax, 2017 ISBN 978-88-7521-105-9
- Vorrei che fosse già domani, Milano, Garzanti, 2018, ISBN 978-8811670766, con Miriam Candurro
- Il pregio della coscienza, Roma, Fanucci / Neroitaliano, 2020, ISBN 978-8866883791

### Antologie
- Presente indicativo di AA. VV. Napoli, Ad est dell'equatore, 2010

## Filmografia
- Pater familias regia di Francesco Patierno (2003) (soggetto e sceneggiatura)